# 神山町
神山町（日语：／ Kamiyama chō */?）是位於日本德島縣中部的町，地處鮎喰川上游區域，其面積在縣內排名第九。境內約86%的面積被山林覆蓋，農地和聚落多散布在由西向東流經城鎮中心的鮎喰川沿岸。四國八十八箇所中的第12號札所燒山寺即坐落於町内。

## 地理
神山町北邊以經之坂峠和梨之木峠與吉野川市相鄰，西邊以川井峠與美馬市接壤，南邊則是雲早山等海拔超過1000公尺的山稜線，並且以旭丸峠與上勝町相接。

### 氣候
神山町全年氣候較溫暖，但東部與西部地區的氣候差異相當大。當地的年降雨量超過2000毫米。

## 歷史

### 年表
- 1889年10月1日：實施町村制，現在的轄區在當時分屬：名西郡阿野村、神領村、下分上山村、上分上山村、鬼籠野村。
- 1955年3月31日：阿野村、神領村、下分上山村、上分上山村、鬼籠野村合併為神山町。[7]

### 變遷表
| 1889年10月1日 | 1889年 - 1926年 | 1926年 - 1954年 | 1955年 - 1989年      | 1989年 - 现在        | 現在                 |
| ------------- | --------------- | --------------- | -------------------- | -------------------- | -------------------- |
| 神領村        | 神領村          | 神領村          | 1955年3月31日 神山町 | 1955年3月31日 神山町 | 1955年3月31日 神山町 |
| 阿野村        |                 |                 | 1955年3月31日 神山町 | 1955年3月31日 神山町 | 1955年3月31日 神山町 |
| 鬼籠野村      |                 |                 | 1955年3月31日 神山町 | 1955年3月31日 神山町 | 1955年3月31日 神山町 |
| 下分上山村    |                 |                 | 1955年3月31日 神山町 | 1955年3月31日 神山町 | 1955年3月31日 神山町 |
| 上分上山村    |                 |                 | 1955年3月31日 神山町 | 1955年3月31日 神山町 | 1955年3月31日 神山町 |

## 觀光
- 雨乞瀑布（日本瀑布百選之一）
- 四國八十八箇所
  - 12番札所燒山寺
- 神山森林公園

## 教育
高等學校
- 德島縣立城西高等學校神山分校

## 本地出身之名人
- 阿部雅信：企業家、賽馬馬主

## 外部連結
- （日語） 神山町的Facebook專頁
- （日語） 神山町的X（前Twitter）
- （日語） 神山町觀光情報 （页面存档备份，存于）